# 수퍼 히어로 크리쉬 3
수퍼 히어로 크리쉬 3(Krrish 3 )은 인도에서 제작된 라케쉬 로샨 감독의 2013년 SF, 액션 영화이다. 리틱 로샨 등이 주연으로 출연하였고 라케쉬 로샨 등이 제작에 참여하였다.

## 출연

### 주연
- 리틱 로샨
- 프리앙카 초프라
- 레카

### 조연
- 비벡 오베로이
- 라즈팔 야다브
- 사미어 알리 칸

## 같이 보기
- 수퍼 히어로 끄리쉬
- 꼬이 밀 가야,누군가를 만났어